# Ефтим Филипович
Ефтим Трайчев Филипович е български революционер, участник в Априлското въстание, опълченец.

## Биография
Роден е през август 1842 година в западномакедонския град Ресен, тогава в Османската империя. Учи в родния си град. Занимава се с търговия и е виден участник в българските църковни борби след 1865 година. Пътува до Цариград и разпространява учебник на Димитър Македонски и други български книги из Македония.
В 1869 година се установява във Варна, откъдето пътува до селища от двете страни на Стара планина. Прекарва във Варна почти 8 години като поддържа връзки с Николай Даскалов, руски консул в града. Практикува лекарска професия. Присъединява се към Вътрешната революционна организация.
Участва в Сръбско-турската война от 1876 година като съратник на войводата Цеко Петков.
Участва в Априлското въстание с четата на поп Харитон Халачев, като заедно с 6 другари успява да се спаси след сражението в Дряновския манастир. Бяга в Елена, където е предаден от Янко ефенди Белялията и е арестуван. Затворен е в Търново, където са и Георги Измирлиев, Цанко Дюстабанов и Бачо Киро. Филипович е осъден на заточение, откаран е в Русе, където се среща със Стоян Заимов, и оттам в Диарбекир. В Диарбекир успява да излекува детето на пазача си и с негова помощ избягва и заминава за Одеса, където се сформира Българското опълчение. Постъпва в Първа дружина и участва в сраженията при Шипка по време на Руско-турската война.
Участва в бунтовното движение в Западна Македония в 1879 година, след което се отдава на мирен живот като лекар. В 1885 година при избухването на Сръбско-българската война е доброволец в Българската армия и служи като лекар.
Към 1879 година работи като фелдшер в Дупница. След това се прехвърля в Ресенско, където участва в местните размирици след налагането на Берлински конгрес. Заради революционната си дейност е нагред с ордени и медали. Установява се да живее в Кюстендил. Сват е на Никола Малешевски. При избухването на Балканската война в 1912 година е доброволец в Македоно-одринското опълчение лекар в санитарна команда на Кюстендилската дружина, нестроева рота на 7-а Кумановска дружина. Награден е със сребърен кръст „Св. Александър“. Умира през 1917 година в София.